# النجم الدليل

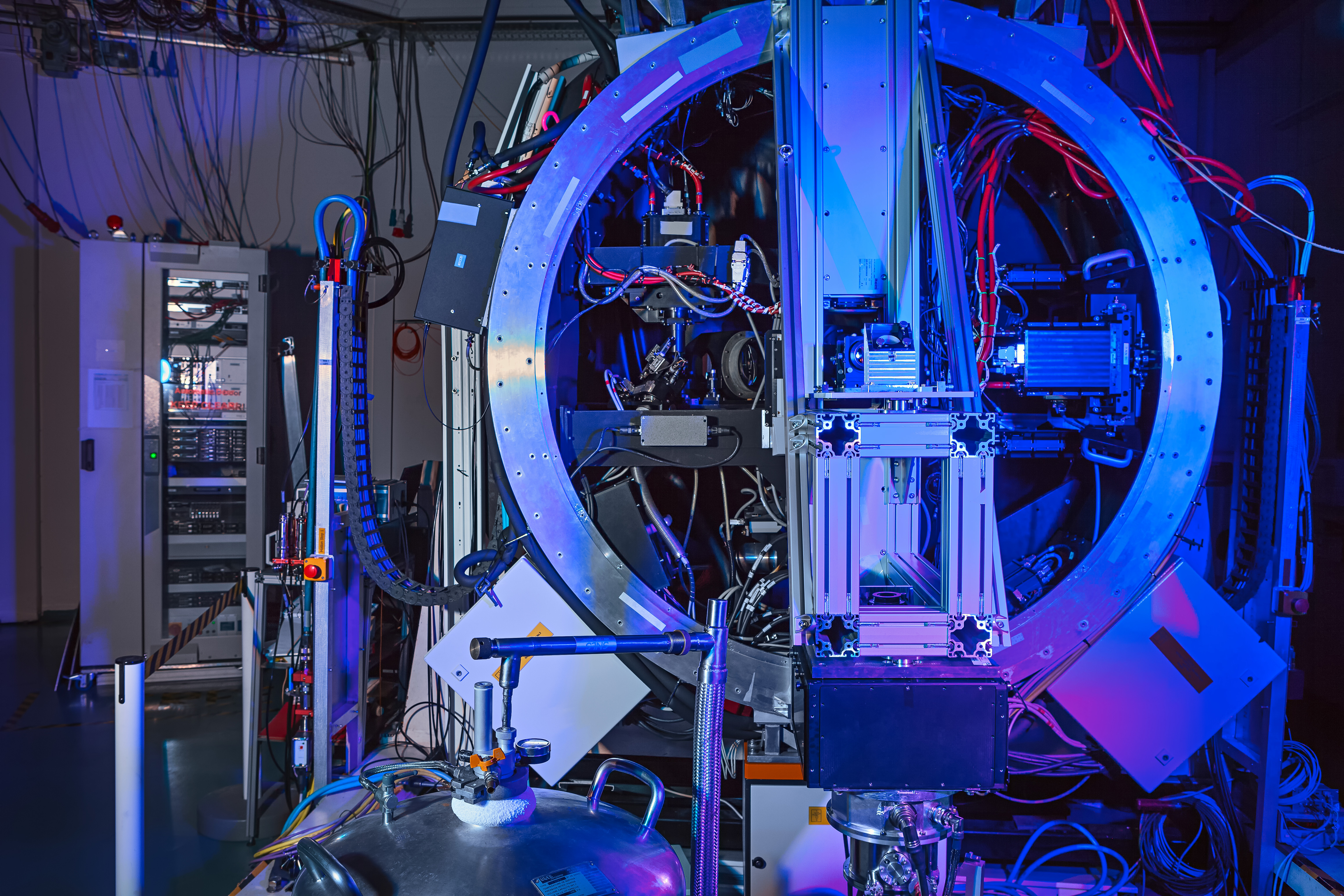
يستخدم نظام البصريات التكيفية جالاكسي للتلسكوب الكبير جدًا نجوم دليل ليزر الصوديوم الصناعي

في علم الفلك ، النجم الدليل هو إشارة للنجوم التي تستخدم للحفاظ على مدى دقة تتبع تلسكوب هيئة السماوي بسبب دوران من الأرض .
التوجيهه الدقيقة للتلسكوب أمر بالغ الأهمية للحصول على الصور الفلكية جيدة و التصوير الفلكي . ومع ذلك، نظرًا لأن الأرض تدور، تبدو السماء في حالة حركة ثابتة بالنسبة إلى الأرض.
على الرغم من أن هذه الحركة تبدو بطيئة نسبيًا عند النظر إليها بالعين المجردة، إلا أنه مع التكبير العالي وبالتالي مجال الرؤية الأصغر الذي يوفره حتى تلسكوب صغير، تصبح هذه الحركة ظاهرة في المقاييس الزمنية لترتيب الثواني.
حتى التلسكوبات الفضائية لا تزال تستخدم نجومًا إرشادية
للتزامن مع الحركة الظاهرة للسماء تُستخدم التلسكوب المحركات الكهربائية التي يتم التحكم فيها بواسطة الكمبيوتر وفقًا لنموذج التأشير المحسوب مسبقًا.
ومع ذلك، عادة ما يكون هناك خطأ كبير غير صفري مرتبط بالنموذج، وهو تقريب للحركة الحقيقية للسماء.
تستخدم معظم التلسكوبات المهنية الحديثة نجمة إرشادية.
يتم توجيه المصطلح التلقائي إلى نجم مضيء بدرجة كافية يقع بالقرب من الكائن الذي يتم ملاحظته وإذا بدأت الإشارة في الانحراف، فيمكن اكتشاف الخطأ وتصحيح الحركة. يكون هذا أكثر دقة عندما يتم تطبيق التصحيحات بواسطة جهاز كمبيوتر، ولكن غالبًا ما يكون لتلسكوبات الهواة تصحيح يدوي
أيضًا يتم استخدام نجوم الدليل في البصريات التكيفية . في هذا التطبيق، لا يتم استخدام النجم لتصحيح دوران الأرض، ولكن لتصحيح الاضطرابات في الغلاف الجوي للأرض .
من خلال قياس الحركة المرصودة للنجم التوجيهي، وإجراء تشوهات دقيقة للمرآة الأساسية، يمكن للتلسكوب إنتاج صور ذات حدة أكبر بكثير مما هو ممكن بدون البصريات التكيفية.
ومع ذلك، فإن حوالي 1 في المائة فقط من سماء الليل قريبة بدرجة كافية من نجم مرشد طبيعي لاستخدام البصريات التكيفية،
لذلك تم تطوير طرق مختلفة لإنشاء نجوم توجه بواسطه ليزر اصطناعي، بما في ذلك نظام ليزر الصوديوم الذي طوره مختبر لورانس ليفرمور الوطني وتم استخدامه بواسطة مراصد لعق وكيك التابعة لجامعة كاليفورنيا.